# Новело (Мірен-Костанєвіца)
Новело (словен. Novelo) — мале поселення на схід від Костанєвіца на Красу в общині Мірен-Костанєвіца, Регіон Горишка, Словенія. Висота над рівнем моря: 351,9 м.